# Левашов, Василий Яковлевич
Васи́лий Я́ковлевич Левашо́в (4 апреля 1667 — 7 апреля 1751, Москва) — один из первых российских военных деятелей на Кавказе, генерал-аншеф, первый русский наместник Закавказья, основатель города Кизляр, в 1744-51 гг. глава московской администрации («главнокомандующий»). Сенатор (1744).

## Биография
Происходил из дворянского рода Левашовых, сын стольника Якова Григорьевича. Начал службу в 1696 году с нижних стрелецких чинов, своей отвагой в сражениях обратил внимание Петра I, который в 1700 году назначил его поручиком в новообразованную регулярную армию.
Был участником военных кампаний России против Османской империи в 1695—1696 годах, в делах с кубанскими татарами, принимал участие в походах на Азов, в Великой Северной войне 1700—1721 годов. Во время Северной войны он познакомился со своим будущим лучшим другом и товарищем, неким донским казаком из рода Сотниковых. Сотников по рассказам Василия Яковлевича был отважным и добрым донским казаком, выделявшимся своей статью и смелостью, восхищала Левашова и его любовь к воле и отчизне. Он был уроженец станицы Вольная, Всевеликого Донского казачьего войска. Левашов сражался вместе с Петром I в битва под Нарвой, под Шлиссельбургом, Ригой, в Померании, на берегах Швеции, где командовал флотилией, в Полтавской битве, в чине бригадира в Персидском походе (1722—1723).
После овладения городами Дербент, Баку (территория нынешних Дагестана и Азербайджана), и завоевания Северного Ирана (персидских провинций Гилян, Мазендеран и Астрабад) царь, оказывая ему большое доверие, назначил Василия Левашова своим представителем на присоединенных территориях, где тот занимался введением новых форм и методов управления.
Вёл успешную борьбу с Персией и афганцами. Будучи окружённым 20-тысячной армией противника в городе Реште — главном городе Гилянской провинции — он с 6-ю батальонами пехоты и 500 драгунами активно оборонялся и принудил персов снять осаду.
Екатерина I произвела Василия Левашова в генерал-майоры, а император Петр II — за успешное выполнение поручений в 1727 году — произвёл его в чин генерал-поручика и наградил орденом Св. Александра Невского. Василию Левашову было пожаловано 750 душ крестьян.
В 1735 году на Северном Кавказе Василий Левашов заложил Кизлярскую крепость. В том же году после 10 лет управления присоединенными к России областями по приказанию императрицы Анны Иоанновны он с войсками возвратился в Россию.
Произведенный в генерал-аншефы, он затем командовал Низовым корпусом, и в 1736 году принял участие в войне с Турцией и Крымском походе Миниха, в 1737 в походе Ласси в Крым.
В 1741 году Василий Левашов вновь был послан на персидскую границу для принятия мер против чумы.
При Елизавете Петровне, во время войны со шведами (1741—1743), Василий Левашов командовал галерным флотом, а затем дивизией.
25 ноября 1741 года — в день вступления Елизаветы Петровны на престол, был награждён орденом Св. Андрея Первозванного и шпагой с алмазами.
С 15 декабря 1744 года до своей смерти в 1751 году Василий Левашов был бессменным московским главнокомандующим.
Предпринял ряд успешных мер по быстрой застройке города Москвы. В 1745—1750 годах занимался разборкой стен Белого города. В 1745 году по предложению Василия Левашова был издан указ о починке каменных и деревянных зданий, стен и башен, с использованием на эти цели камней и кирпичей Белого города.
С 1749 года ему было присвоено звание первоприсутствующего в Сенатской конторе в Москве.
По воспоминаниям современников, Левашов был не только отличным боевым генералом и умелым администратором, но и чрезвычайно честным и бескорыстным человеком. Скопив за время управления Гиляном несколько миллионов персидской монетой, он, покидая Кавказ, отослал их в казну.
Василий Левашов был похоронен в московском монастыре на Воздвиженке. Церковь с погостом в 1930-е годы была ликвидирована. Захоронение не сохранилось.

## Потомство
В браке с княжной Соломонидой Михайловной Юсуповой (? — 1743) дети:
- Иван Васильевич (1712—1772), генерал, отец В. И. Левашова, командовавшего при Павле I Семёновским полком.
- Фёдор Васильевич, жена Марфа Андреевна Чернышёва, племянница первого графа Чернышёва.
- Татьяна Васильевна, жена князя Семёна Борисовича Козловского.

## Память
- В. Я. Левашову была посвящена прозаическая работа В. А. Жуковского — «Краткое описание жизни Василья Яковлевича Левашова», опубликованная в 1808 году.[2]
- В городе Кизляр установлен памятник В. В. Левашову.
- На ликеро-водочном заводе «Кизляр» (город Кизляр) в честь Василия Яковлевича выпускается коньяк «Левашовъ» (с изображением памятника Левашову).[3]